# Лондондеррі (графство)
Лондондеррі (англ. Londonderry або Derry, ірл. Doire) — графство на півночі Ірландії.

## Адміністративний поділ
Входить до складу провінції Ольстер на території Північної Ірландії. Столиця — Деррі.